# 油島村 (岩手県)
油島村（ゆしまむら）は、昭和29年（1954年）まで岩手県西磐井郡にあった村。現在の一関市花泉町油島にあたる。

## 沿革
- 明治8年（1875年）10月17日 - 水沢県による村落統合にともない、上油田村と下油田村が合併して油田村となる。
- 明治22年（1889年）4月1日 - 町村制施行にともない、油田村と蝦島村が合併して油島村が発足。
- 昭和30年（1955年）1月1日 - 花泉村・老松村・永井村・日形村・涌津村と合併し、花泉町となる。

## 行政
- 歴代村長

| 代 | 氏名           | 就任                       | 退任                       | 備考 |
| -- | -------------- | -------------------------- | -------------------------- | ---- |
| 1  | 高橋元右衛門   | 明治22年（1889年）5月20日  | 明治29年（1896年）2月25日  |      |
| 2  | 大村善十郎     | 明治29年（1896年）4月15日  | 明治36年（1903年）1月27日  |      |
| 3  | 小野寺休之助   | 明治36年（1903年）3月7日   | 明治39年（1906年）3月27日  |      |
| 4  | 佐々木弥惣太   | 明治39年（1906年）4月23日  | 明治44年（1911年）8月28日  |      |
| 5  | 小野寺惣右衛門 | 明治44年（1911年）11月6日  | 大正4年（1915年）10月30日  |      |
| 6  | 小野寺休之助   | 大正5年（1916年）2月4日    | 大正5年（1916年）11月18日  | 再任 |
| 7  | 佐々木弥惣太   | 大正6年（1917年）7月26日   | 大正8年（1919年）12月16日  | 再任 |
| 8  | 小野寺二郎     | 大正9年（1920年）11月28日  | 昭和3年（1928年）11月24日  |      |
| 9  | 小野寺金平     | 昭和4年（1929年）1月25日   | 昭和8年（1933年）1月24日   |      |
| 10 | 佐々木碩治     | 昭和8年（1933年）1月25日   | 昭和21年（1946年）2月20日  |      |
| 11 | 小野寺二郎     | 昭和21年（1946年）4月5日   | 昭和21年（1946年）12月10日 | 再任 |
| 12 | 六角兵吉       | 昭和22年（1947年）4月5日   | 昭和23年（1948年）10月31日 |      |
| 13 | 鈴木貞門       | 昭和23年（1948年）12月10日 | 昭和26年（1951年）4月19日  |      |
| 14 | 加藤勇         | 昭和26年（1951年）5月25日  | 昭和29年（1954年）12月31日 |      |

## 交通
- 国鉄東北本線：油島駅